# Ананас
Ананас је род монокотиледоних биљака из породице бромелија (Bromeliaceae). Најпознатија и најчешће узгајана врста је Ananas comosus (јестиви ананас).

## Списак врста и варијетета
- -{Ananas ananassoides
  - Ananas ananassoides var. typicus
- Ananas arvensis
- Ananas bracteatus 
  - Ananas bracteatus var. albus
  - Ananas bracteatus var. hondurensis
  - Ananas bracteatus var. paraguariensis
  - Ananas bracteatus var. rudis
  - Ananas bracteatus var. striatus 
  - Ananas bracteatus var. tricolor
  - Ananas bracteatus var. typicus
- Ananas comosus — ананас
- Ananas erectifolius
- Ananas genesio-linesii
- Ananas guaraniticus
- Ananas macrodontes
- Ananas microcephalus 
  - Ananas microcephalus var. major
  - Ananas microcephalus var. minor
  - Ananas microcephalus var. missionensis
  - Ananas microcephalus var. mondayanus
- Ananas microstachys
  - Ananas microstachys var. typicus
- Ananas mordilona
- Ananas pancheanus
- Ananas parguazensis
- Ananas pyramidalis
- Ananas sativus
  - Ananas sativus var. hispanorum
  - Ananas sativus var. lucidus
  - Ananas sativus var. muricatus
  - Ananas sativus var. sagenarius
  - Ananas sativus f. typicus
  - Ananas sativus var. variegatus
- Ananas strictus
- Ananas viridis}-